# 湯普森科納 (艾奧瓦州)
湯普森科納（英語：Thompson Corner）是位於美國愛荷華州阿勒馬基縣的一個非建制地區。該地的面積和人口皆未知。